# Santo Afonso (Mato Grosso)
Santo Afonso é um município brasileiro do estado de Mato Grosso localizado na latitude sul 14º29'51", longitude oeste 57º00'07", altitude de 400 metros acima do nível do mar. Em 2016, sua população era estimada em 3.044 habitantes. A área do município é de 1.172,87 km².